# Perkunas
Perkunas (litevsky Perkūnas, lotyšsky Pērkons, prusky pravděpodobně Perkun(a)s) je baltský bůh hromu a jedno z nejdůležitějších božstev předkřesťanských Baltů. Jeho symbolem je dub a zbraň, jeho nejbližší analogií je slovanský Perun.

## Etymologie
S jménem hromovládce souvisí pruský výraz percunis, “hrom”, litevský perkūnija, “bouře” a zároveň jméno manželky Perkūna, a perkūnuóti, “hřmět”. Jméno tohoto božstva také přijali Mordvinci a svého hromovládce tak nazývali Purgine-paz. Z Perkūnova jména je také pravděpodobně odvozeno finské a sámské Perkel(e), označující čerta.

## Písemné prameny
Kronikář Simon Grunau popsal v 16. století Perkunovo obětiště v Romove:
...Další byl zobrazen jako rozhněvaný muž středních let, jeho tvář byla jako oheň a byl korunován plamenem, jeho vous byl šedý a černý...Na jedné straně byl obraz Perkuna, jak bylo výše řečeno, a zvláštností bylo, že zde měl ve dne v noci hořet oheň z dubových dřev...
Matěj Stryjkowský pak uvádí:
Tam za oběť Perkunovi Prusové stejně jako Žmuď a Litva pálili ve dne v noci oheň z dubových dřev, a pokud by zhasl z nedbalosti některého obětníka, což se jen zřídka stávalo, pak toho trestali na hrdle.
Dále se objevuje v popisu vzývání deště z roku 1610
,,,kdykoliv, když je veliké sucho pro nedostatek deště, mají ve zvyku vzývat na pahorcích uprostřed nejhustších lesů hromy, kterým obětují černou jalovici, černého kozla a černého kohouta. K těmto obětím se podle svého zvyku schází většina lidí z okolí, tam pak hodují a pijí a vzývají Perkuna, tj. boha hromů. Ze všeho nejdříve naplní číše pivem, se kterým obejdou třikrát tamtéž rozdělaný oheň, potom jej vylijí do ohně a modlí se k Perkunovi, aby přinesel déšť a lijáky...

## Lidová kultura
V písemných pramenech vystupuje Perkunas jako řadové, i když významné božstvo, v baltském folklóru ovšem získal universální funkci, především byl ochráncem plodnosti.
V lidové kultuře jezdí na ohnivém či kamenné voze taženém bílým a černým koněm, případně dvojicí ohnivých koní. Má podobu zuřivého muže středních let či starce, dlouhý vous a zbraň, ať už kladivo, sekeru, palici, meč, luk nebo kameny na vrhání. Tyto zbraně mu vyrábí nebeský kovář nebo je vytváří on sám a je pak nazýván Akmeninis kalvis, “Kamenný kovář”. V některých podání také vyrábí blesky s pomocí nebeských mlýnů. Jeho kladivo se nazývá milnis.
Perkunas bojuje s démonem, který je příčinou neúrody a sucha a skrývá se pod kamenem, ve zvířeti či pod stromem. V některých pozdních verzích vystupuje místo Perkuna Bůh a místo a protivník je označen jako velns, tedy čert, ale také teonymum boha podsvětí a magie Velniase. Výklad že se původně jednalo o souboj těchto dvou božstev je nepravděpodobný, jelikož Velnias byl pod jménem Patollo uctíván v Romove společně s Perkunem.
Existuje také vyprávění o tom jak se Perkunas chtěl oženit s Vaivou “Duhou”, ale čert jí unesl. V této variantě místo dešťových vod vystupuje personifikovaná duha, která je osvobozena z podsvětí.